# Jangsari: Yicheojin Yeongungdeu
Jangsari: Yicheojin Yeongungdeu  é um filme de ação e guerra sul-coreano de 2019 co-dirigido por Kwak Kyung-taek e Kim Tae -hoon, estrelado por Kim Myung-min, Megan Fox e Choi Min-ho nos papéis principais. Sendo a segunda parte de uma trilogia após Operation Chromite, o filme conta a história real de um grupo de 772 soldados estudantes que encenaram uma pequena operação diversionária na praia de Jangsari, na vila de Yeongdeok, para desviar a atenção da Coreia do Norte de Incheon.
Megan Fox desempenha o papel de Marguerite Higgins, uma repórter americana e correspondente de guerra do New York Herald Tribune, que cobriu a Guerra da Coréia e pediu ajuda à comunidade internacional. Kim Myung-min interpreta um comandante de força-tarefa de guerrilha, enquanto Choi Min-ho interpreta um soldado de baixa patente. George Eads desempenha o papel de líder da operação de pouso.
Produzido pela Taewon Entertainment e distribuído pela Warner Bros. Korea, o filme foi lançado nos cinemas na Coreia do Sul em 25 de setembro de 2019 e foi lançado nos EUA em 4 de outubro de 2019 pela Well Go USA.

## Elenco
- Kim Myung Min como Lee Myung Joon
- Megan Fox como Maggie (personagem fictício baseado em Marguerite Higgins e Margaret Bourke-White)[7]
- Choi Min Ho como Choi Sung Pil
- Kim Sung-cheol como Ki Ha-ryun
- Kim In-kwon como Ryu Tae-seok
- Kwak Si-yang como Park Chan-nyeon
- Jang Ji-gun como Guk Man-deuk
- Lee Ho-jung como Moon Jong-nyeo
- Lee Jae Wook como Lee Gae Tae
- Go Geon-han como Choi Jae-pil
- Dong Bang-woo como General Lim Choon-bong
- George Eads como Coronel Stephen
- Jeong Jong-jun como Guk Man-deuk (Velho)
- Kim Min-kyu como Choi Jae-pil

## Recepção
No agregador de críticas Rotten Tomatoes, na pontuação onde a equipe do site categoriza as opiniões da  grande mídia e da mídia independente apenas como positivas ou negativas, o filme tem um índice de aprovação de 44% calculado com base em 9 comentários dos críticos. Por comparação, com as mesmas opiniões sendo calculadas usando uma média aritmética ponderada, a nota alcançada é 5,1/10.
Yoon Min-sik do The Korea Herald elogiou a sequência de abertura, os 40 minutos subsequentes e como o filme conseguiu apresentar os personagens principais e seus traços sem se sentir forçado, ao mesmo tempo em que descreve a face corajosa e grotesca da guerra. No entanto, o crítico sentiu que o enredo era "muito artificial", o personagem de Fox soletrou a mensagem do diretor através de seu diálogo, e que o filme começou como algo como Saving Private Ryan e terminou nos moldes de Pearl Harbor.